# 교서랑
교서랑(校書郎)은 한국과 중국에서 사용하던 관직이다. 한국에서는 고려 비서성(秘書省)의 정9품 관직으로 존재했다.